# 15869 Tullius
15869 Tullius eller 1996 PL är en asteroid i huvudbältet som upptäcktes den 8 augusti 1996 av den italienske astronomen Vincenzo Silvano Casulli vid Colleverde-observatoriet. Den är uppkallad efter Tullus Hostilius.